# Jack Wolfskin
Jack Wolfskin — немецкий производитель верхней одежды и снаряжения, основанный в 1981 году. По состоянию на 2023 год компания принадлежит Topgolf Callaway Brands.

## История
Jack Wolfskin был основан в 1981 году во Франкфурте-на-Майне в качестве товарного знака компании Sine. Постепенно Jack Wolfskin стал самостоятельной компанией. В 1991 году предприятие было продано Johnson Outdoors. В 1993 году был открыт первый собственный завод в Гейдельберге.
В 2008 году компания Jack Wolfskin начала судебное разбирательство против германской газеты Taz в связи с тем, что её логотип в виде отпечатка лапы был похож на логотип Jack Wolfskin. Несмотря на то, что газета появилась в 1978 году, то есть за три года до основания производителя одежды, Taz не зарегистрировал своё лого в качестве товарного знака.
В ноябре 2009 года компания инициировала новое судебное разбирательство по тому же вопросу, на этот раз против владельцев кустарных производств, которые использовали отпечаток лапы (кошки, медведя или волка) в качестве логотипов.
В 2010 году немецкая компания стала спонсором одного из самых титулованных английских футбольных клубов — «Ливерпуля». В 2013 году спонсорское соглашение было продлено ещё на три года.

## Сеть магазинов

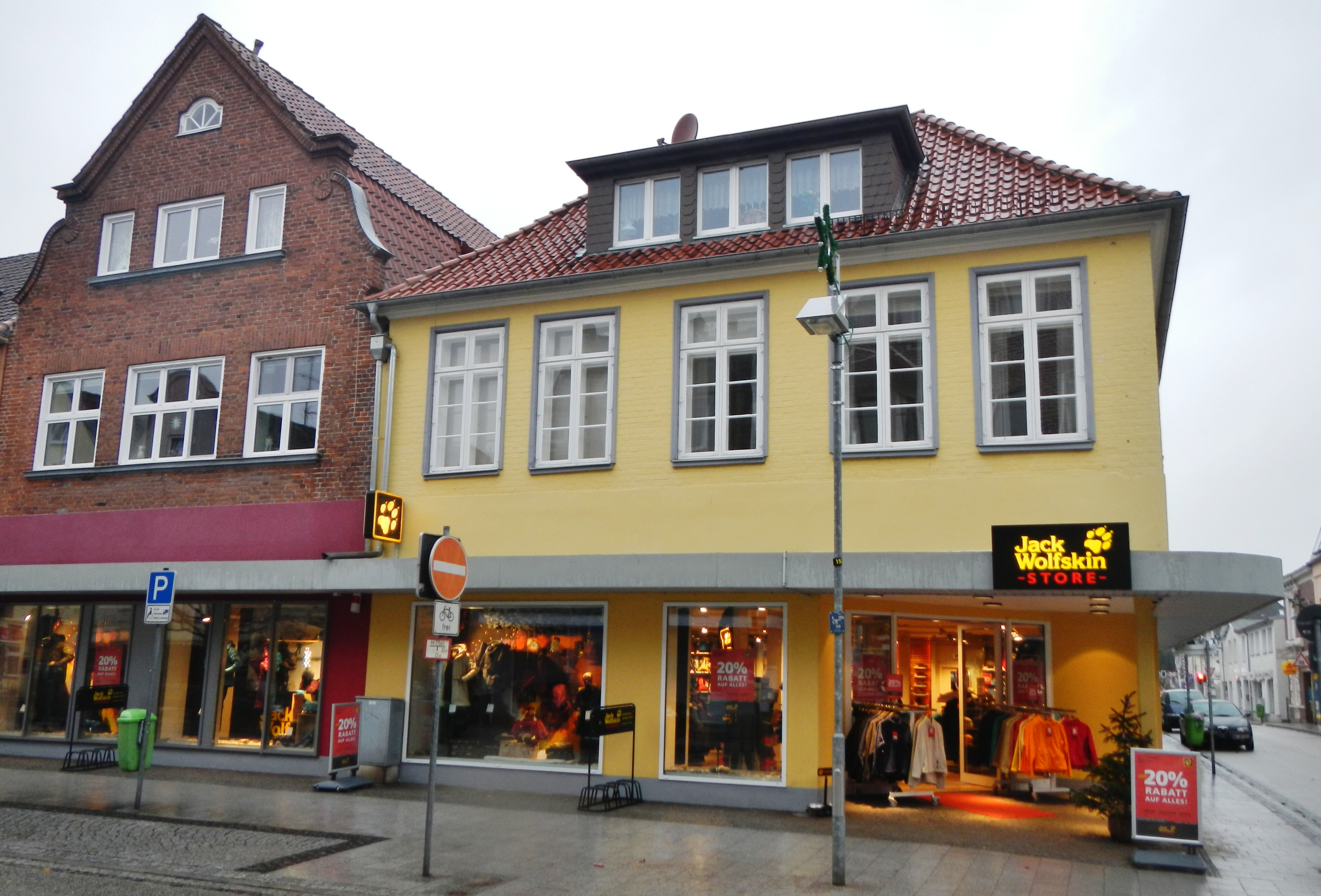
Магазин Jack Wolfskin в Травемюнде (Любек, Германия).

С середины 1990-х годов Jack Wolfskin начал активно открывать свои магазины в разных странах мира. По состоянию на 2023 год число магазинов равно 495: 226 магазинов в Европе и 269 в Азии.